# Eric Namesnik
Eric Namesnik (Estados Unidos, 7 de agosto de 1970-11 de enero de 2006) fue un nadador estadounidense especializado en pruebas de cuatro estilos, donde consiguió ser subcampeón olímpico en 1992 en los 400 metros.

## Carrera deportiva
En los Juegos Olímpicos de Barcelona 1992 ganó la medalla de plata en los 400 metros estilos, con un tiempo de 4:15.57 segundos, tras el húngaro Tamás Darnyi y por delante del italiano Luca Sacchi; cuatro años después, en las Olimpiadas de Atlanta 1996 volvió a ganar la plata en la misma prueba.